# 엘리오 디 뤼포
엘리오 디 뤼포(Elio Di Rupo, 1951년 7월 18일 ~ )는 벨기에의 사회당 당수이자, 총리이다.
디 뤼포는 1996년에 게이임을 커밍아웃했고, 대립적인 "미디어 팩"이 자신이 게이인지 묻는 질문에 "예. 그래서 어쩌죠?"라고 대답했다. 그는 최초의 국가원수 게이이다. 그리고 선거를 통해 국가원수의 자리에 오른 최초의 게이이다.